# Raf Vallone
Raffaele „Raf“ Valone (17. února 1916 Tropea – 31. října 2002 Řím) byl italský herec a fotbalista.
Vystudoval práva na Turínské univerzitě. V letech 1934 až 1941 hrál profesionálně fotbal za Turín FC na postu záložníka a v roce 1936 vyhrál Coppa Italia. Přispíval do novin L'Unità a La Stampa a byl příslušníkem antifašistického odboje.
První film natočil v roce 1942. Hrál také v turínském divadle Teatro Gobetti. Neorealistický režisér Giuseppe de Santis ho obsadil do filmů Hořká rýže, Není míru pod olivami a Řím v 11 hodin. Největší úspěch zaznamenal v hlavní roli filmu Sidneyho Lumeta Pohled z mostu, za který získal v roce 1962 cenu Donatellův David. Vydal autobiografickou knihu Abeceda paměti.
Jeho manželkou byla herečka Elena Varzi. Měli tři děti, dcera Eleonora Valone je rovněž herečkou.